# Região Geográfica Imediata de Lagarto
A Região Geográfica Imediata de Lagarto é uma das 6 regiões geográficas imediatas do Estado de Sergipe, uma das três regiões geográficas imediatas que compõem a Região Geográfica Intermediária de Itabaiana e uma das 509 regiões geográficas imediatas do Brasil, criadas pelo IBGE em 2017.
É composta por 6 municípios: Lagarto, Poço Verde, Riachão do Dantas, Salgado, Simão Dias e Tobias Barreto.
Tem uma população estimada pelo IBGE para 1.º de julho de 2017 de 259 261 habitantes e área total de 3 775,483 km².